# 多鬚盤唇鱨
多鬚盤唇鱨，為輻鰭魚綱鯰形目倒立鯰科盤唇鱨屬的其中一種，該物種主要分布於非洲喀麥隆十字河流域，體長可達5.5公分。

## 扩展阅读
維基物種上的相關：多鬚盤唇鱨